# Robert Louis-Dreyfus

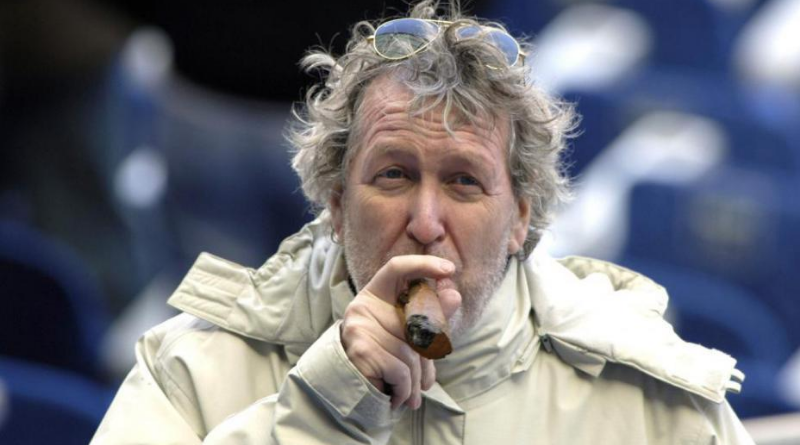
Robert Louis-Dreyfus

Robert Louis-Dreyfus (Parijs, 14 juni 1946 - Zürich, 4 juli 2009), soms afgekort tot RLD, was een Frans-Zwitsers voetbalbestuurder en ondernemer. In het voetbal was hij nauw betrokken bij de clubs Olympique Marseille en Standard Luik. Daarnaast was hij vooral bekend als topman van adidas.

## Biografie
Robert Louis-Dreyfus was een erfgenaam van de welgestelde familie Louis-Dreyfus. Hij werd net na de Tweede Wereldoorlog geboren in de Franse hoofdstad Parijs, waar hij opgevoed werd door een Engelse opvoedster en ging naar de privéschool Hattemer, de eerste vorm van afstandsonderwijs in Frankrijk. Nadien volgde hij les aan het Lycée international de Saint-Germain-en-Laye. Maar de jonge Louis-Dreyfus maakte er weinig vrienden en stapte op 16-jarige leeftijd over naar het Lycée Janson-de-Sailly. Omdat hij er het hele jaar poker speelde, greep hij twee keer naast zijn baccalauréat. Wel verdiende hij veel geld met zijn hobby. Op zijn 18e kocht hij zijn eerste wagen. Per maand bracht het pokeren hem zo'n 3.000 à 5.000 FF (tussen de 500 en 750 euro) op.
In 1966 werd hij door zijn ouders gedwongen naar een militaire school over te stappen. Begin juni 1967 sloot Louis-Dreyfus zich aan bij het Israëlische defensieleger. Hij nam op 9 juni 1967 de boot naar Venetië en kwam twee dagen later aan in Israël, net na het einde van de Zesdaagse Oorlog. Hij bracht er vier maanden in een kibboets door en mocht nadien negen maanden stage lopen bij bank SG Warburg in Londen. De baas van de bank, Siegmund Warburg, was een vriend van Louis-Dreyfus' vader. 's Nachts speelde Louis-Dreyfus poker met rijke inwoners van Londen. Er werd om grotere bedragen gespeeld dan in het Lycée Janson-de-Sailly. Zelf schatte hij zo'n 450.000 tot 500.000 dollar te hebben gewonnen tussen 1962 en 1968.
Via zijn jeugdvrienden Nathaniel Rothschild en Thierry Lovenbach kwam hij in 1970 te weten dat hij zich ook zonder baccalauréat kon inschrijven aan de Harvard Business School. Er werd wel een dossier samengesteld, hij moest een intelligentietest afleggen en een persoonlijk project voorstellen. Hij scoorde op de test 813 op 850 en het verhaal over zijn periode in de kibboets werd door de jury positief beoordeeld. Hij betaalde de studies aan Harvard met zijn pokerwinsten en weigerde financiële bijdrages van zijn ouders. In 1973 behaalde hij zijn Master of Business Administration. Hij is ook afgestudeerd aan EDC Paris Business School.
Tijdens zijn studies reisde hij met drie medestudenten naar de Verenigde Staten. Een van hen was een vliegtuigpiloot en overtuigde de anderen om mee te investeren in een Twin Comanche, een klein vliegtuig. Het viertal trok in mei 1973 van Boston naar Zuid-Amerika.
Nadat hij was afgestudeerd, kreeg hij een aanbieding van de bank Goldman Sachs, maar Louis-Dreyfus weigerde die en sloot zich op aandringen van zijn vader aan bij het familiebedrijf, de Groep Louis-Dreyfus. Zijn vader stuurde hem naar Brazilië, maar grote verantwoordelijkheden kreeg hij er niet. Op 34-jarige leeftijd besloot hij uit het familiebedrijf te stappen.

### IMS Health
In november 1977 werd Louis-Dreyfus door David Dubow, die hij kende via Harvard, in de raad van bestuur van IMS Health binnengeloodst. Begin jaren 80, toen Dubows' gezondheid erop achteruit ging, werd Louis-Dreyfus gepromoveerd tot de nummer twee van het Amerikaanse vennootschap. Na de dood van Dubow in 1982 werd hij baas van IMS Health, dat onder zijn leiding uitgroeide tot een multinational. De omzet steeg van 170 miljoen dollar naar meer dan een miljard dollar. In 1988 deed hij het bedrijf van de hand. De overname leverde hem zo'n 100 miljoen dollar op.

### Saatchi & Saatchi
In 1989 belandde Louis-Dreyfus bij het Londense reclamebureau Saatchi & Saatchi van de broers Maurice en Charles Saatchi. De vennootschap had 500 miljoen dollar schulden. In januari 1990 werd Louis-Dreyfus aangesteld als hoofd van het bedrijf. Saatchi & Saatchi zat in slechte papieren, net als de rest van de reclame-industrie. Louis-Dreyfus probeerde de schulden op te vangen door een deel van de kunst- en autoverzameling van de broers Saatchi te verkopen. In juni 1992 kondigde Louis-Dreyfus zijn afscheid aan. Een jaar later volgde Charles Scott hem op.

### adidas
In 1993 kocht de Franse zakenman adidas op. De Duitse leverancier van sportartikelen was op dat ogenblik de mindere van concurrenten Nike en Reebok, die de sector domineerden. Louis-Dreyfus introduceerde Engels als voertaal en sloot tientallen schoen- en textielfabrieken van het bedrijf om de winst te verhogen. Er sneuvelden tienduizenden banen.
In afwachting van nieuwe producten investeerde Louis-Dreyfus in vroegere succesproducten van adidas. De schoen "Gazelle" werd het nieuwe succes, waardoor het bedrijf meer kon investeren in marketing. Oude en nieuwe sporthelden als Muhammad Ali, Franz Beckenbauer, Emil Zátopek, Michel Platini, David Beckham, Zinédine Zidane en Kobe Bryant werden aan het merk gekoppeld.
In november 1995 ging adidas naar de beurs. De winst die het bedrijf boekte, werd aanzienlijk groter. Daardoor kon adidas de bank Le Crédit Lyonnais terugbetalen. Op de Olympische Spelen van 1996 in Atlanta wonnen 220 sporters die een adidas-uitrusting droegen een medaille. De Duitse onderneming heeft zich volledig hersteld. In 1997 werd Salomon, dat gespecialiseerd is in ski-, fiets- en golfartikelen, overgenomen. De overname verloopt niet vlot en de winst daalt opnieuw, hoewel adidas op dat ogenblik Reebok al heeft ingehaald.
Om fiscale redenen ging Louis-Dreyfus midden jaren 90 in Zwitserland wonen. In 1995 liet hij zich naturaliseren tot Zwitser.
In 2001 trad Louis-Dreyfus af en liet hij zijn functie over aan collega Herbert Hainer.

### LDCom
In 1998 richtte het familiebedrijf van Louis-Dreyfus LDCom op. Het telecommunicatiebedrijf moest de concurrentie aangaan met France Telecom. Door moeilijkheden besloot Robert Louis-Dreyfus om het bedrijf niet op de beurs te introduceren. Het was de periode van de internetzeepbel. In geen tijd groeide LDCom uit tot een grote speler op de markt. Het bedrijf kreeg ook aandelen van Neuf Cegetel (n9uf) in handen en werd daardoor de derde grootste telecomaanbieder in Frankrijk. Na de overname van Club Internet in 2007 werd het zelfs de tweede grootste telecomaanbieder. Dit bedrijf werd uiteindelijk verkocht aan SFR.

### Groep Louis-Dreyfus
Eind 2004 keerde Louis-Dreyfus terug naar het familiebedrijf. Hij kreeg meer dan 50% van de aandelen en werd benoemd tot CEO. In 2007 stelde hij Jacques Veyrat aan als zijn opvolger.

## Dood
Robert Louis-Dreyfus overleed op 4 juli 2009 aan de gevolgen van leukemie. Hij werd 63 jaar. De ziekte werd al eind jaren 90 bij de zakenman vastgesteld. Tijdens de zomer van 2007 raakte hij door de ziekte verlamd aan zijn armen. De gewezen topman van adidas werd in verscheidene ziekenhuizen behandeld, maar raakte uiteindelijk tot aan zijn hoofd verlamd.

## Voetbal

### Olympique Marseille

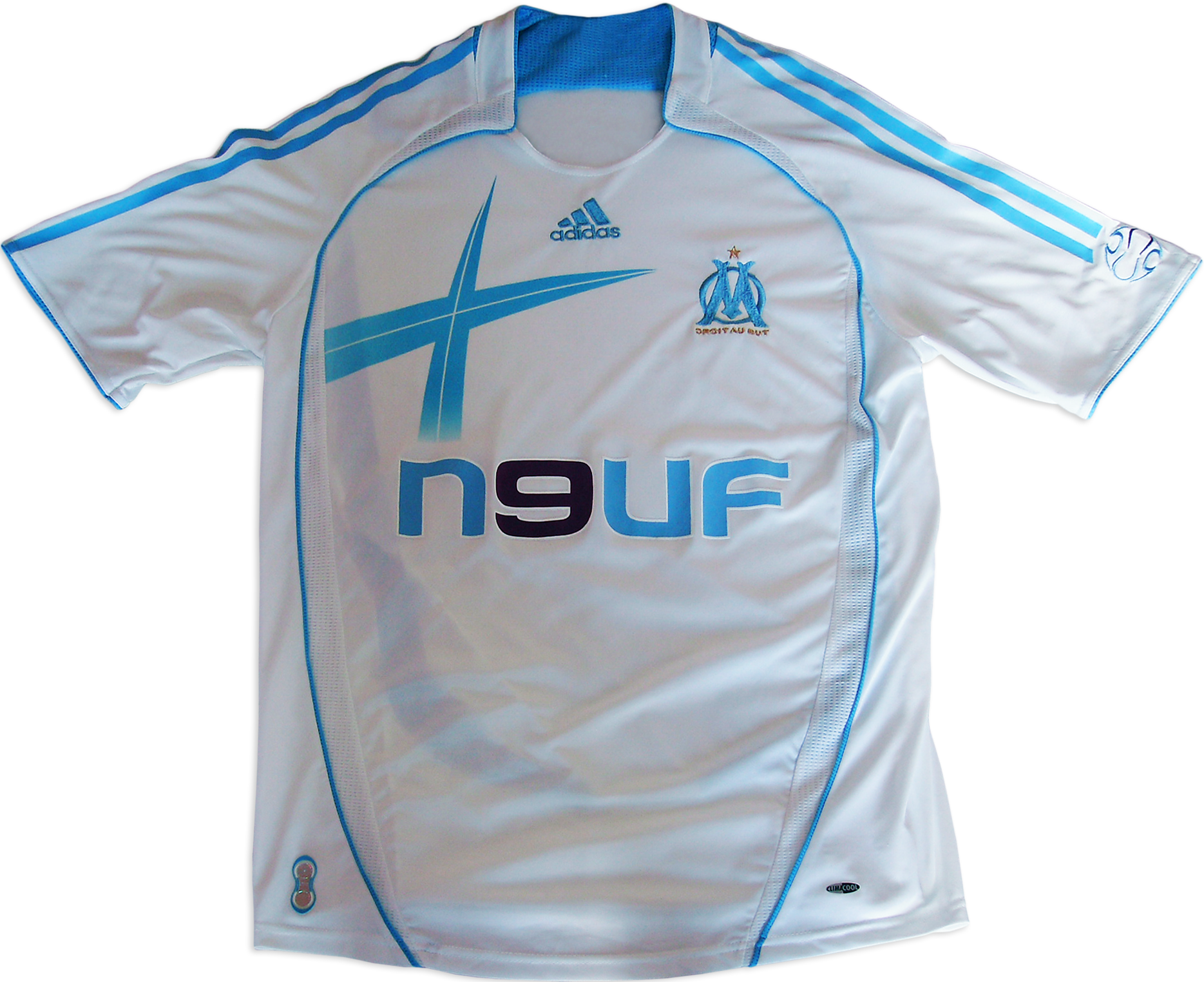
Het adidas-shirt van Olympique Marseille met het telecombedrijf n9uf als hoofdsponsor.

Robert Louis-Dreyfus was erg geïnteresseerd in voetbal. Hij wilde aanvankelijk voorzitter worden van AS Saint-Étienne. Via gewezen F1-piloot Alain Prost werd hij begin jaren 90 kandidaat om de club over te nemen, maar Guichard, de familie die de club in handen had, was tegen zijn komst.
In december 1996 werd Louis-Dreyfus gecontacteerd door de burgemeester van Marseille. Hij stelde Louis-Dreyfus voor om hoofdaandeelhouder te worden van Olympique Marseille. De Franse topclub had de jaren voordien onder meer de UEFA Champions League gewonnen, maar zat nu in financiële en sportieve moeilijkheden. Louis-Dreyfus stapte niet alleen uit liefde voor voetbal in het bestuur van l'OM, de overname paste ook in zijn economische strategie voor adidas. Doordat hij voorzitter werd van l'OM werd adidas hoofdsponsor, hetgeen belangrijk was om de opmars van Nike in het voetbal tegen te houden.
De club trok spelers aan als Laurent Blanc, Christophe Dugarry, Robert Pirès en Fabrizio Ravanelli. Het was een woelige periode voor de club. Tijdens het voorzitterschap van Louis-Dreyfus passeerden er maarliefst 19 trainers. Hijzelf werd bovendien veroordeeld wegens misbruik van vennootschapsgoederen. Ondanks het vele geld dat hij in de club investeerde, wilde een deel van de supporters hem niet. Een vermoeide Louis-Dreyfus wilde de club verkopen. In 2007 waren er concrete contacten met de Canadese zakenman Jack Kachkar, maar tot een verkoop kwam het niet. Vervolgens legde Louis-Dreyfus een bod van 100 miljoen euro van investeerders uit Dubai naast zich neer en verhoogde hij de verkoopprijs tot 200 miljoen euro, mede door de sportieve en financiële opmars die de club kende onder het voorzitterschap van Pape Diouf.
In 2005 won Marseille zijn enige prijs onder Louis-Dreyfus: de Intertoto Cup. De club werd in die periode onder meer gesponsord door Neuf Telecom en Direct Energy, twee bedrijven van Louis-Dreyfus. In zowel 1999 als 2004 bereikte de club de finale van de UEFA Cup. Na de dood van Louis-Dreyfus nam zijn echtgenote de leiding over. Het opleidingscentrum van de club werd naar Robert Louis-Dreyfus genoemd.

### Standard Luik
In 1998 werd Louis-Dreyfus ook aandeelhouder en bestuurslid van Standard Luik. Het was Luciano D'Onofrio die hem bij de Luikse club binnenloodste. Standard zat in financiële problemen, maar kon zich door de kapitaalinjectie van onder meer Louis-Dreyfus redden en veroverde in zowel 2008 als 2009 de landstitel. Hij investeerde in totaal 24,7 miljoen euro in de club.
Na Robert 's dood besloot zijn echtgenote de aandelen van Louis-Dreyfus te verkopen. Dat leidde het einde in van D'Onofrio en de komst van Roland Duchâtelet. Het opleidingscentrum van de club werd eveneens omgedoopt tot "Academy Robert Louis-Dreyfus".

## Familie
- Robert Louis-Dreyfus is de neef van actrice Julia Louis-Dreyfus.
- Op 15 mei 1992 trouwde hij met de Russische Margarita Bogdanova. Ze kregen drie kinderen: Eric (1992), Maurice (1998) en Kyril (1998). Laatstgenoemde is hoofdaandeelhouder bij Sunderland AFC.[2]
- Na zijn dood werd Margarita erfgename van de familie Louis-Dreyfus.